# Masdsched Soleyman (Verwaltungsbezirk)
Masdsched Soleyman (persisch شهرستان مسجدسلیمان, Schahrestan-e Masdschid-i Solaiman) ist ein Schahrestan in der Provinz Chuzestan im Iran. Er enthält die Stadt Masdsched Soleyman, welche die Hauptstadt des Verwaltungsbezirks ist. 

## Demografie
Bei der Volkszählung 2016 betrug die Einwohnerzahl des Schahrestan 113.419. Die Alphabetisierung lag bei 85 Prozent der Bevölkerung. Knapp 90 Prozent der Bevölkerung lebten in urbanen Regionen.
| Zensusjahr | Einwohnerzahl |
| ---------- | ------------- |
| 2011       | 113.257       |
| 2016       | 113.419       |